# Czarny Dunajec
Czarny Dunajec é um município no sul da Polônia. Pertence à voivodia da Pequena Polônia, no condado de Nowy Targ. É a sede da comuna urbano-rural de Czarny Dunajec.
Uma vila nos anos 1879–1896, uma cidade de 1 de janeiro de 1925 a 1 de agosto de 1934, após o que, foi incorporada à comuna recém-criada de Czarny Dunajec. Nos anos 1954–1972, foi a sede da gromada de Czarny Dunajec e, a partir de 1 de janeiro de 1973, reativada como comuna de Czarny Dunajec. Recuperou o estatuto de cidade em 1 de janeiro de 2023.
Estende-se por uma área de 37,98 km², com 3 772 habitantes, segundo o censo de 31 de dezembro de 2022, com uma densidade populacional de 99,3 hab./km².

## Localização
Historicamente, Czarny Dunajec fica no sul da Pequena Polônia. Etnograficamente, também faz parte da Podhale. Na segunda metade do século XVI, a vila real de Dunajec estava localizada no condado de Nowy Sącz, na voivodia da Cracóvia, e pertencia ao arrendatário de Nowy Targ. Conforme a regionalização físico-geográfica da Polônia, a cidade está localizada no vale Nowotarska (a parte oriental do vale Orava-Nowotarska). Ela se encontra em um terreno completamente plano no rio Czarny Dunajec, com quase todos os imóveis da cidade se estendendo ao longo da margem esquerda desse rio. A oeste, a área administrativa da cidade alcança a bacia hidrográfica da Grande Europa, mal definida nessa região, sendo a fronteira entre as bacias de drenagem do mar Báltico e do mar Negro. Acima da cidade (contando com o curso do rio), na mesma margem, fica o vilarejo de Podczerwone, enquanto abaixo, na margem direita, fica o vilarejo de Wróblówka.
As seguintes estradas se cruzam em Czarny Dunajec:
- Estrada provincial n.º 957, de Nowy Targ a Jabłonka, e mais adiante, através do passo de montanha Krowiarki, até Zawoja.
- Estrada provincial n.º 958, de Chabówka a Chochołów, e mais adiante, por Witów, até Zakopane.[11]

## História

### Séculos XVIII-XX
Durante a divisão austríaca, a vila foi a sede do chamado “Estado de Czarny Dunajec”.
De 1879 a 1896, Czarny Dunajec foi considerada uma cidade.
Em 8 de janeiro de 1905, uma cooperativa foi fundada aqui com o nome de Sociedade Zaliczkowe, que não apenas fornecia empréstimos, mas também auxiliava os membros com economias, questões financeiras e econômicas. Em 1925, ela mudou seu nome para Banco Cooperativo. Hoje, suas tradições são mantidas pelo Banco Cooperativo em Czarny Dunajec.
No período entre guerras, um comissariado da Guarda de Fronteira estava estacionado no vilarejo e a passagem da fronteira ferroviária Czarny Dunajec-Suchá Hora funcionava. Nos anos de 1925 a 1934, Czarny Dunajec tinha os direitos de cidade.
Em 8 de setembro de 1939, soldados da Wehrmacht mataram 2 habitantes e queimaram um total de 36 edifícios.
De 1975 a 1998, a aldeia pertencia administrativamente à voivodia de Nowy Sącz.

### Século XXI
Em 2016, Czarny Dunajec, com a aldeia de Piekielnik na comuna de Czarny Dunajec, recebeu o estatuto de área de proteção de estâncias de saúde (“Obszar Ochrony Uzdrowiskowej Czarny Dunajec”).

#### Recuperação dos direitos da cidade (2023)
Em 4 de fevereiro de 2021, os vereadores da comuna de Czarny Dunajec decidiram realizar consultas com os habitantes sobre a restauração do estatuto de cidade a Czarny Dunajec. A consulta teve lugar no final do verão de 2021. Em 8 de julho de 2021, a comuna lançou uma campanha de informação sobre o tema. As consultas decorreram de 1 a 30 de setembro de 2021, podendo votar todos os habitantes a partir dos 13 anos. Das 19 153 pessoas com direito a voto, 5 834 votaram nas consultas (30,46% de comparecimento). 3 954 votos foram expressos a favor da concessão do estatuto de cidade a Czarny Dunajec (67,8% dos votos válidos), 1 107 pessoas foram contra (19%) e 773 moradores da comuna se abstiveram (13,2%). Em Czarny Dunajec, foram emitidos 1 266 votos válidos nas consultas, dos quais 733 (57,9%) dos participantes da consulta foram a favor da concessão do estatuto de cidade, 472 (37,3%) foram contra e 61 (4,8%) abstiveram-se. Durante a sessão de 14 de fevereiro de 2022, o Conselho da Comuna de Czarny Dunajec adotou uma resolução para solicitar o estatuto de cidade de Czarny Dunajec. Em 16 de fevereiro de 2022, o Conselho da Comuna solicitou ao Ministro do Interior e Administração a concessão de direitos de cidade a Czarny Dunajec e a mudança do estatuto da comuna de rural para urbano-rural. Em 27 de julho de 2022, o Conselho de Ministros adotou um regulamento segundo o qual Czarny Dunajec tornou-se oficialmente uma cidade em 1 de janeiro de 2023.

## Clima
Czarny Dunajec está localizada na zona de clima temperado frio, a temperatura média é de 5,3 °C. A temperatura mais alta registrada foi de 33,9 °C e a temperatura mais baixa foi de –42 °C (10 de fevereiro de 1929). Em 3 de fevereiro de 2012, a temperatura caiu para –34,8 °C. A precipitação média anual é de 743 mm. As turfeiras (especialmente a Floresta Rękowiańska) em Czarny Dunajec são um dos lugares mais frios da Polônia. Mesmo no verão, em julho e agosto, a temperatura sob um céu sem nuvens pode cair abaixo de zero. Por exemplo, em 8 de julho de 2016 foi registrado –1,9 °C e em 8 de janeiro de 2017, –39,8 °C.

## Esportes
Há dois clubes de futebol na cidade de Czarny Dunajec:
- “Akademia Piłkarska Wisła Czarny Dunajec”,[28] na temporada 2024/2025 atua na turma distrital, grupo: Nowy Sącz II (Limanowa-Podhale)
- “Clube Esportivo Municipal Czarni Czarny Dunajec”,[29] fundado em 1946, na temporada 2024/2025 atua na Classe A, grupo: Podhale

A “Associação Esportiva Podhalański Czarny Dunajec” dirige a seção de voleibol. A estreia na 4.ª Liga de vôlei na temporada 2011/2012 trouxe à equipe a 3.ª colocação. O “TS Podhalański” tem quadras de voleibol de praia e um campo de futebol de areia.

## Monumentos históricos
- Cemitério judeu em Czarny Dunajec da segunda metade do século XIX
- Igreja da Santíssima Trindade de 1871
- Antiga estação ferroviária de 1904

## Natureza
- Turfeira de Baligówka